# Hamilton (parish)
Hamilton is een van de negen parishes van Bermuda. 
Het gebied is gelegen in het noordwesten van de eilandengroep, en wordt in tweeën gedeeld door een binnenwater, de Harrington Sound. In het noordoosten grenst de parish aan Saint George, waarmee het verbonden is via de The Causeway. In het zuiden grenst de parish aan Smith.
De parish telt verschillende gehuchten, waaronder Flatts Village, dat een exclave is in Smith aan de overkant van het kanaaltje Flatt's Inlet.